# Convento de Varnhem
O Convento de Varnhem (em sueco:  Varnhems kloster;  PRONÚNCIA) foi um convento na localidade sueca de Varnhem, na província histórica da Västergötland.
Atualmente só permanece a igreja medieval, construída em 1234-1260. Todo o resto do convento está em ruínas. O local é uma atração turística, de fácil acesso, localizada a 15 km a leste da cidade de Skara, e situada na encosta da montanha de Billingen. 

O convento foi fundado em torno de 1150 por monges cistercenses procedentes do Convento de Alvastra. 

Foi inicialmente ajudado com doações da dinastia de Érico.

Em 1234, incendiou-se e foi reduzido a ruínas.

Por iniciativa de Birger Jarl e outros nobres, o convento foi reconstruído.

Com a chegada da reforma protestante na Suécia, o convento foi confiscada pela coroa em 1527, e entrou em declínio, tendo sido abandonado. 

O edifício foi incendiado por tropas dinamarquesas em 1566 durante a Guerra Nórdica dos Sete Anos.

O templo foi restaurado no século XVII por ordem de Magnus Gabriel De la Gardie, que criou um museu de sua família ali.

A igreja voltou a ser restaurado com cuidado especial entre 1911 e 1923 e entre 1921 e 1929 foram realizadas escavações nas ruínas do convento, que foram retomadas nos anos sessenta.

Em sua igreja estão sepultados vários personagens da história da Suécia - Birger Jarl e Magnus Gabriel De la Gardie.

## Galeria

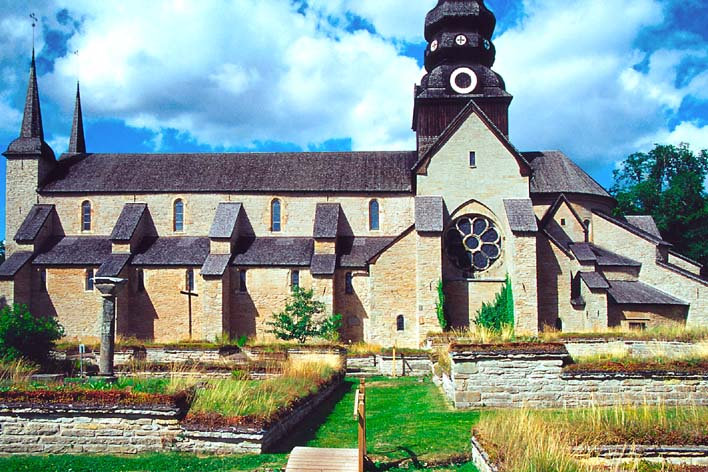
Igreja do convento de Varnhem, rodeada de ruínas
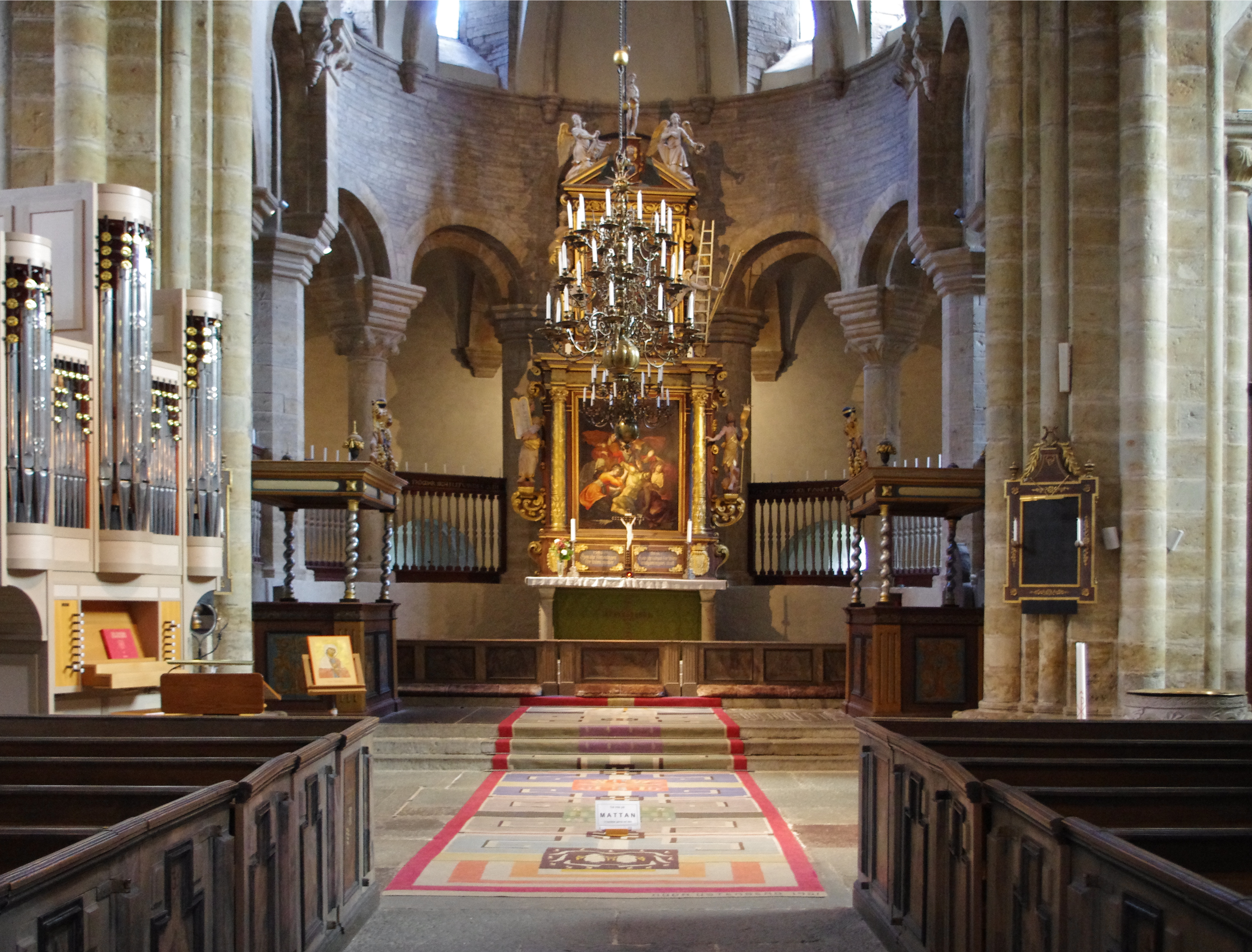
Interior da igreja
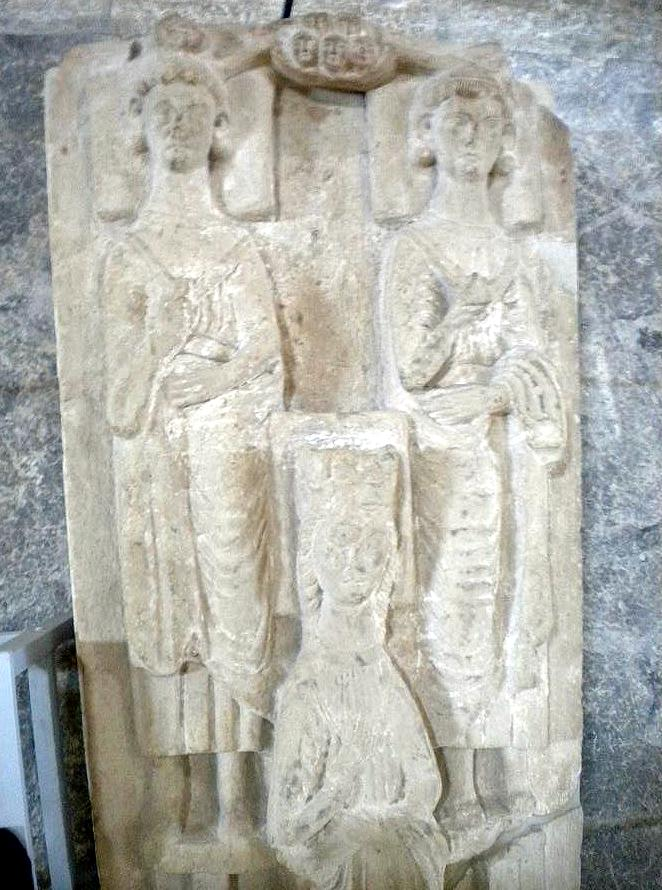
Túmulo de Birger Jarl e sua esposa Matilda
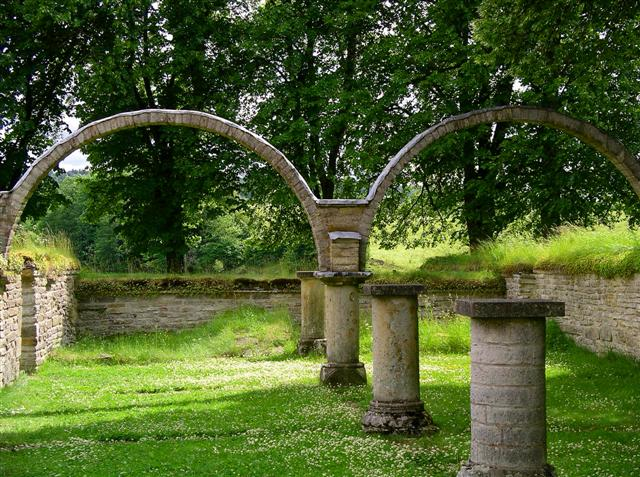
Arcos das ruínas
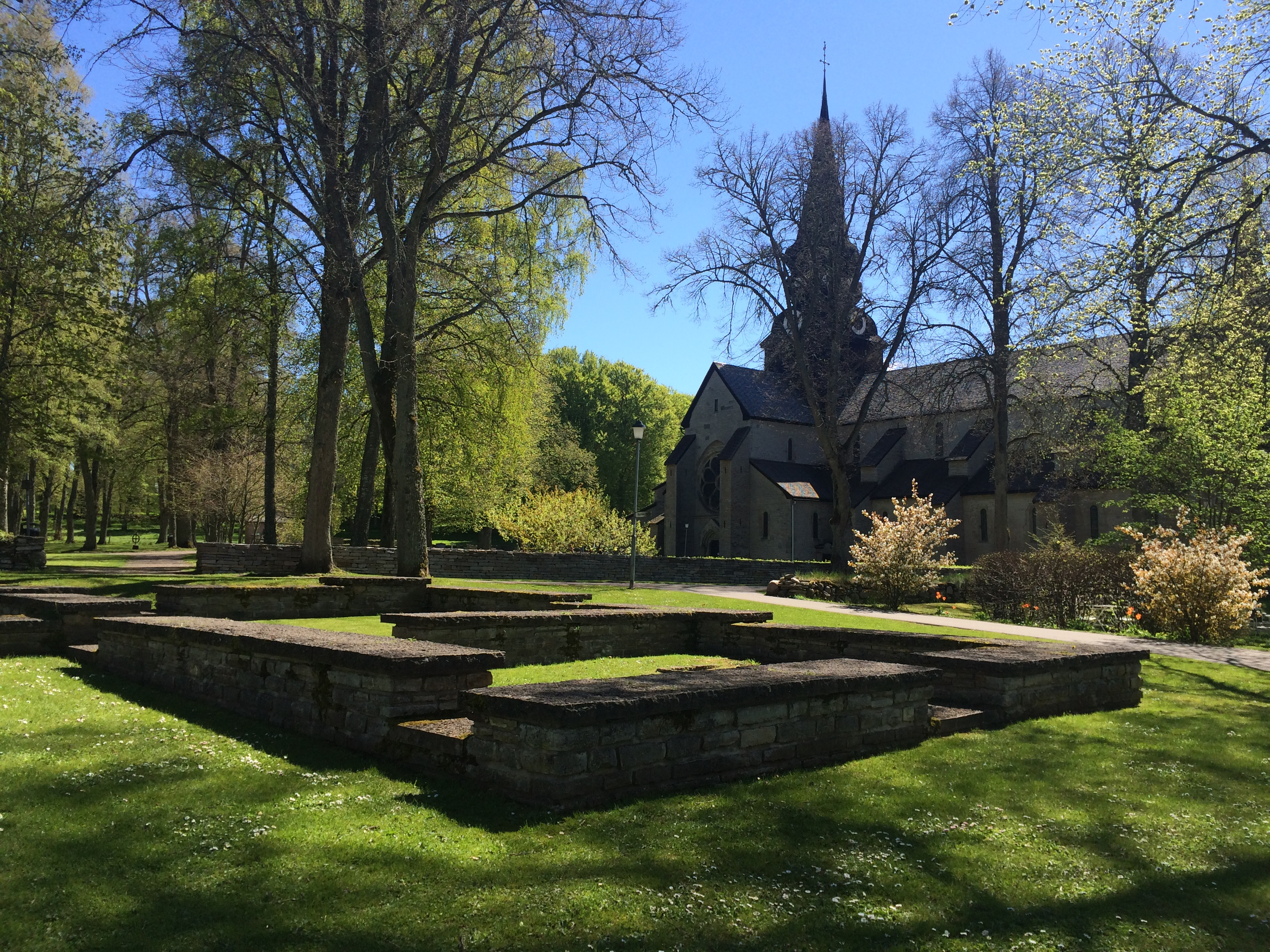
Ruínas do convento
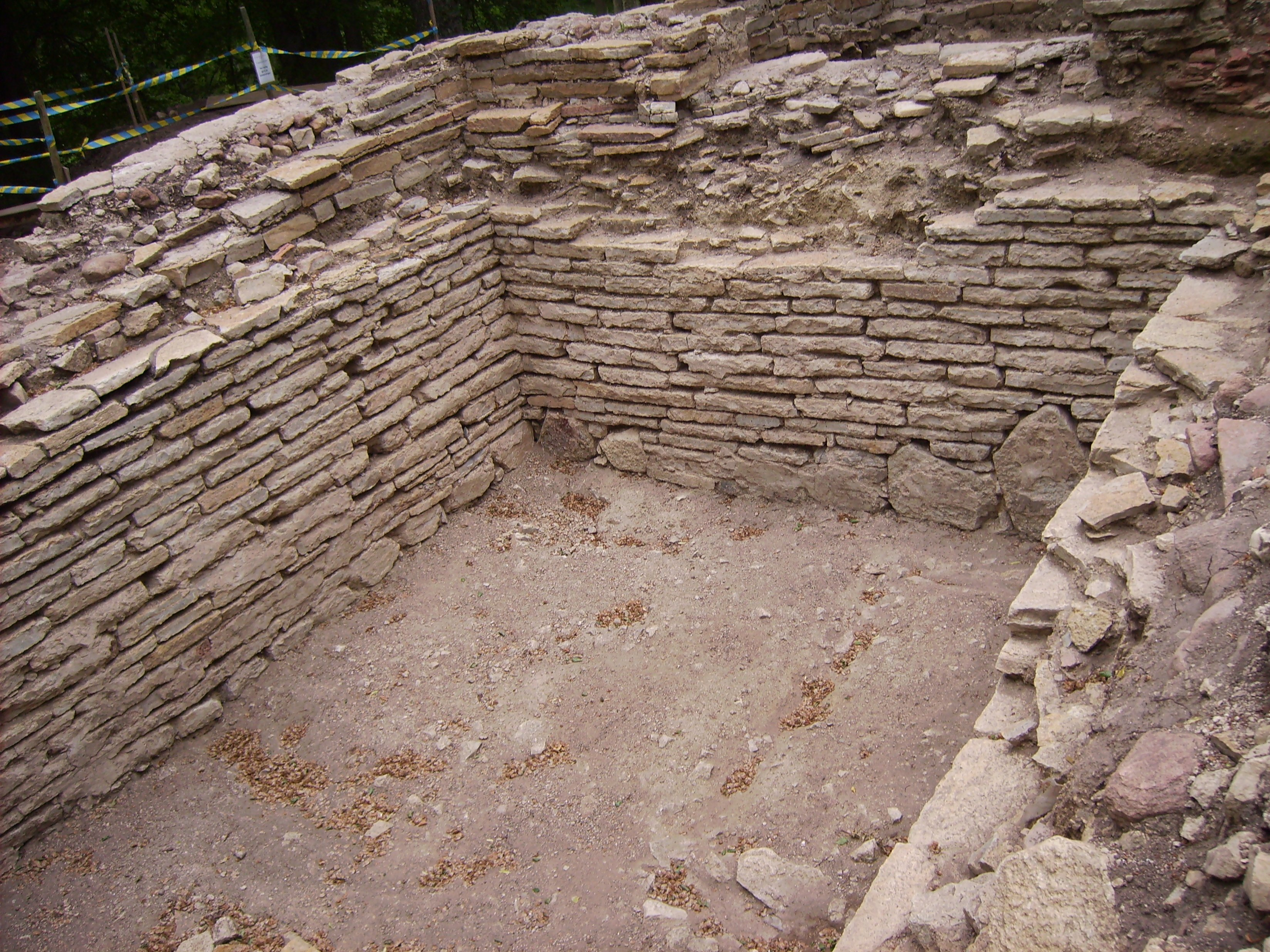
Ruína de igreja de pedra anterior ao convento